# AT Internet
 (juillet 2020).
Si vous disposez d'ouvrages ou d'articles de référence ou si vous connaissez des sites web de qualité traitant du thème abordé ici, merci de compléter l'article en donnant les références utiles à sa vérifiabilité et en les liant à la section « Notes et références ».
AT Internet (Applied Technologies Internet) est une entreprise française créée en 1996 spécialisée dans la mesure d'audience et de performance de sites web, mobiles, d'applications et des réseaux sociaux. 
Implantée à Mérignac, l’entreprise emploie près de 200 personnes en 2020. AT Internet est l’éditeur de l’outil de mesure XiTi, pionnier en la matière.

## Histoire
AT Internet est une entreprise française fondée en 1996 par Alain Llorens, initialement en tant qu’agence web sur le segment du Web Analytics.  
En 2000, AT Internet lance XiTi, un outil de mesure d’audience web. L'entreprise ouvre son capital en juin 2001 notamment auprès du groupe Lafayette. 
En septembre 2004, AT Internet lance XiTiMonitor (devenu AT Internet Institute en janvier 2009) et XiTi Analyzer. 
Entre 2006 et 2008, elle ouvre des filiales en Espagne, au Canada, au Royaume-Uni et en Allemagne. 
Une levée de fonds de 4 M€ auprès d’ICSO Private Equity et de l’IRDI est réalisé en 2010, puis une autre de 6,25 M€ auprès d’ICSO Private Equity et d’Omnes Capital en 2013[source insuffisante]. 
En 2015, AT Internet a lancé Analytics Suite, une suite intégrée d'applications pour la création de rapports, la création de tableaux de bord, la visualisation et l'exploration de données, l'analyse d'applications et l'export de données. 
En 2016, l'entreprise a effectué une levée de fonds de 4 millions d'euros auprès de Bpifrance, CIC, Coface, du Fonds européen de développement régional et la région Nouvelle-Aquitaine (après une levée de fonds de 6,5 M€ en 2013).
L'entreprise est rachetée en 2021 par l'américain Piano Media (en),,.

## Produits
Lancé en juin 2000 par la société AT Internet, XiTi est un service d'étude de la fréquentation de sites web (mesure d'audience, statistiques sur l'utilisation), y compris pour l'internet mobile. Une version payante destinée aux professionnels est lancée en 2004. Divers partenariats sont établis, par exemple avec Microsoft et Experian cheetahmail. 
L'Analytics Suite est un outil payant permettant aux clients de mesurer l'audience et d’analyser la manière dont les visiteurs arrivent sur leur site ou application ainsi que leurs actions et comportement ultérieurs. Il est implanté sur environ 20 000 sites internet et applications, et est utilisé par de nombreuses entreprises du CAC 40.[passage promotionnel]
Sous certaines conditions, la CNIL autorise l'Analytics Suite d’AT à « s’exempter de la demande de consentement de l’internaute avant de déposer un cookie de mesure d’audience », notamment en informant l'utilisateur de la présence d'un tel système et en intégrant une clause de retrait,.

## Classements
En 2011, AT Internet a été reconnue comme « acteur principal du web analytics » par le cabinet d’étude américain Forrester Research dans l'étude « The Forrester Wave: Web Analytics, Q4 2011 »[réf. nécessaire]. En 2014, elle apparaît de nouveau dans le classement.